# Giovanni Gatto
Giovanni Gatto o Gatti (Messina, 1420 – Messina, 1484) è stato un religioso e vescovo cattolico italiano.

## Biografia
Sin da giovane entrò nell'Ordine dei frati predicatori presso il convento di San Domenico di Messina, dove si dedicò agli studi classici. Dopo un lungo periodo di formazione, per alcuni anni insegnò in alcune città del centro-Italia, tra cui Firenze (1450 circa), Ferrara e Bologna. Nel 1462 ritornò a Messina dove venne nominato inquisitore diocesano. Dieci anni dopo, nel 1472, venne nominato vescovo di Cefalù e, quindi, il 1º settembre 1475 vescovo di Catania. La sua nomina, nella città etnea, però, incontrò la dura opposizione di Giovanni II d'Aragona in contrasto col pontefice Sisto IV, che rivendicava il diritto di elezione del vescovo catanese e intendeva designare Bernardo Margarit. Grazie all'appoggio del papa, Giovanni Gatto riuscì comunque a prendere possesso della sede assegnatagli, ma solo in via formale, giacché dovette delegare il governo ad alcuni vicari, risiedendo lontano da Catania per la gran parte del tempo. Nel 1479, il conflitto tra il papato e il potere regio per il governo della diocesi di Catania fu finalmente risolto con un compromesso secondo il quale Giovanni Gatto sarebbe dovuto ritornare alla sede di Cefalù, rinunciando alla titolarità della diocesi di Catania a favore di Bernardo Margarit. Il Gatto, però, non accettò questa soluzione e decise di ritirarsi a Messina presso il convento dove aveva iniziato la sua carriera ecclesiastica a continuare i suoi studi. Qui morì nel 1484 e venne sepolto nella cattedrale.